# 존 터너
존 네이피어 터너(John Napier Turner, 1929년 6월 7일 ~ 2020년 9월 18일)는 캐나다의 정치인이며, 1984년 6월 30일부터 2달 반간 캐나다의 총리였다.
영국 서리주 리치먼드에서 태어나, 2살 때 가족과 함께 캐나다로 이주하였다.
오타와에서 학교를 다녔고, 브리티시컬럼비아 대학교에서 문학사 학위를 취득하였다. 그리고나서, 영국의 옥스퍼드 대학교에 로즈 장학금 수련자로 법학을 공부하러 갔다.
변호사로 지낸 후, 자유당 당수로 1962년 캐나다 하원 의원에 선출되었다. 1965년부터 1968년까지 피어슨 총리의 내각 아래에서 근무하였다. 트뤼도 총리 내각에서 법무 차관 및 장관을 지냈고, 그 말기에 재무 장관이 되었다.
1984년에 트뤼도 총리가 사임하자, 그 뒤를 이어 총리에 취임하였다. 같은 해, 9월에 총선을 실시하였으나 진보보수당의 멀로니에게 패하였다. 1988년 총선에서도 패하여 정계에서 물러났다.
2020년 9월 18일 91세의 나이로 토론토에서 사망하였다.

## 역대 선거 결과
| 선거명      | 직책명                          | 대수 | 정당          | 득표율 | 득표수   | 결과 | 당락                        |
| ----------- | ------------------------------- | ---- | ------------- | ------ | -------- | ---- | --------------------------- |
| 1962년 선거 | 하원의원 (세인트 로렌스 선거구) | 25대 | 캐나다 자유당 | 51.94% | 7,227표  | 1위  | 세인트 로렌스 하원의원 당선 |
| 1963년 선거 | 하원의원 (세인트 로렌스 선거구) | 26대 | 캐나다 자유당 | 58.33% | 8,552표  | 1위  | 세인트 로렌스 하원의원 당선 |
| 1965년 선거 | 하원의원 (세인트 로렌스 선거구) | 27대 | 캐나다 자유당 | 60.08% | 6,920표  | 1위  | 세인트 로렌스 하원의원 당선 |
| 1968년 선거 | 하원의원 (오타와 칼턴 선거구)   | 28대 | 캐나다 자유당 | 0%     | 28,987표 | 1위  | 오타와 칼턴 하원의원 당선   |
| 1972년 선거 | 하원의원 (오타와 칼턴 선거구)   | 29대 | 캐나다 자유당 | 0%     | 31,316표 | 1위  | 오타와 칼턴 하원의원 당선   |
| 1974년 선거 | 하원의원 (오타와 칼턴 선거구)   | 30대 | 캐나다 자유당 | 0%     | 38,463표 | 1위  | 오타와 칼턴 하원의원 당선   |
| 1984년 선거 | 하원의원 (밴쿠버 쿼드라 선거구) | 33대 | 캐나다 자유당 | 43.94% | 21,794표 | 1위  | 밴쿠버 쿼드라 하원의원 당선 |
| 1988년 선거 | 하원의원 (밴쿠버 쿼드라 선거구) | 34대 | 캐나다 자유당 | 43.95% | 24,021표 | 1위  | 밴쿠버 쿼드라 하원의원 당선 |